# Rötelstein (Bayern)
Der Rötelstein ist ein 1394 m ü. NHN hoher Berg in den Bayerischen Voralpen östlich von Ohlstadt in Bayern.
Der Gipfel ist als einfache Bergwanderung entweder von Ohlstadt oder von Schlehdorf her zu erreichen. Beide Routen verlangen am Ende etwas Trittsicherheit.

## Galerie

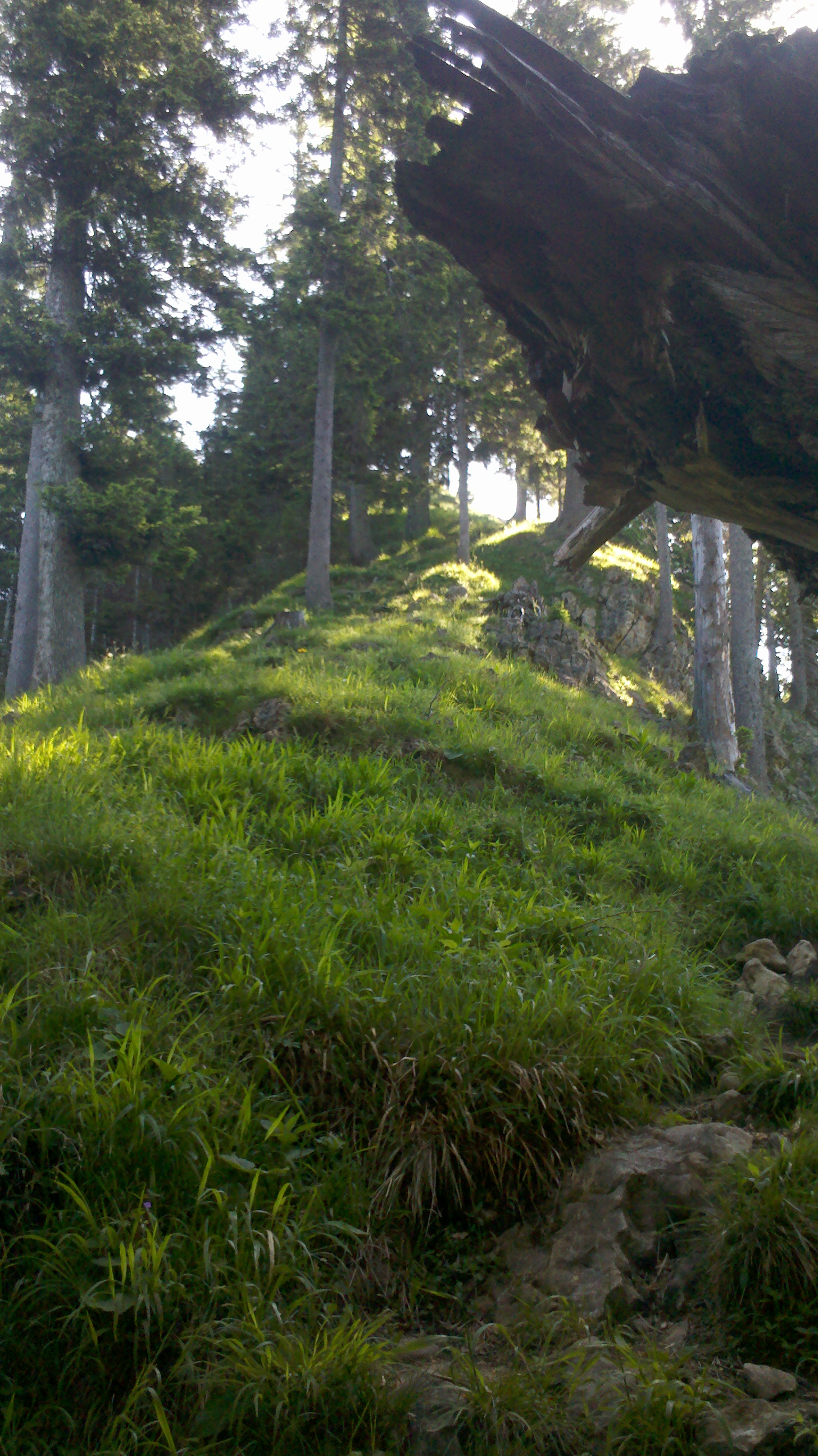
Schlussanstieg über grasigen Rücken unterhalb des Gipfels
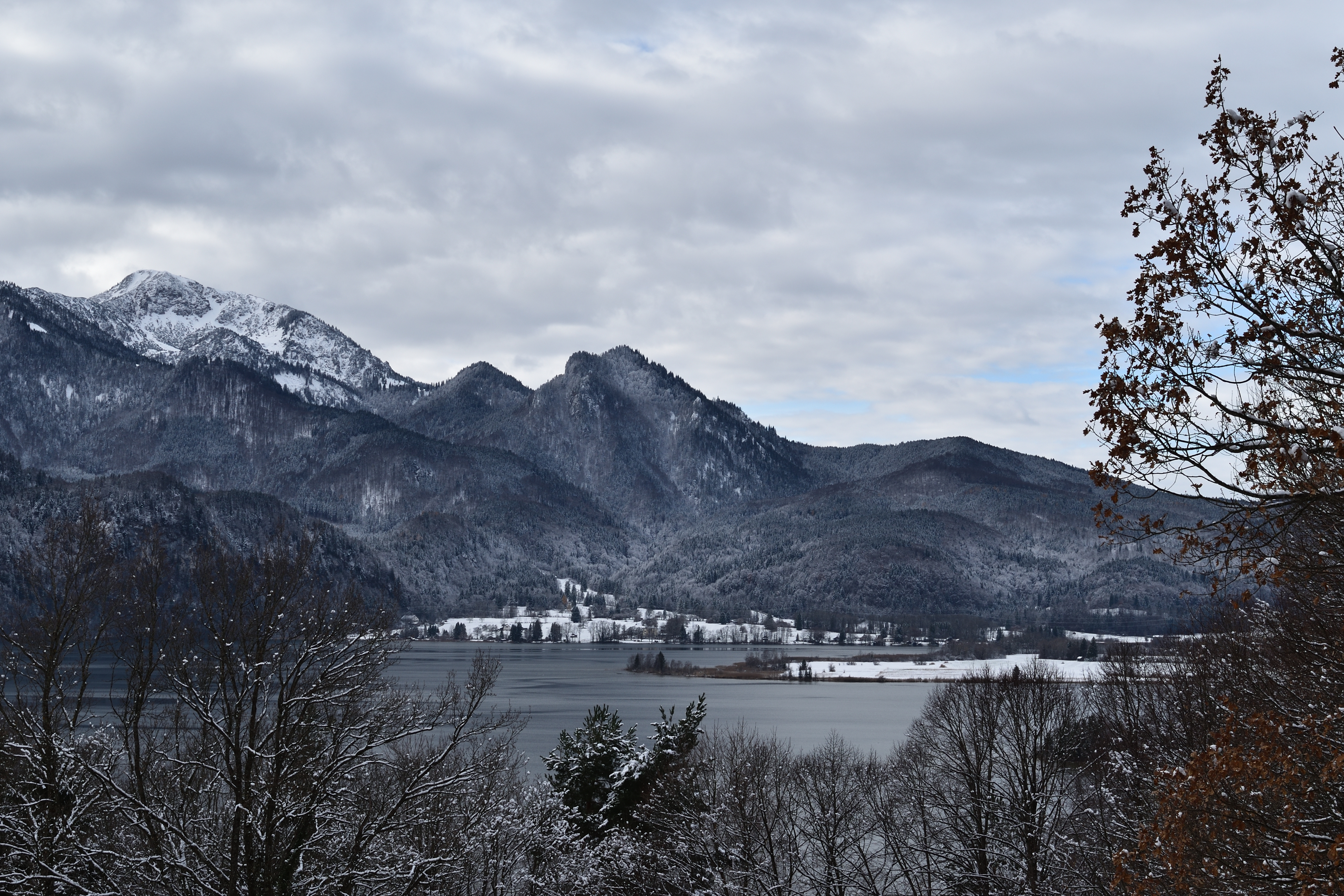
Blick vom Aspenstein auf Kochelsee und Rötelstein (Mitte)